# Ophrys lepida
Ophrys lepida är en orkidéart som beskrevs av S.Moingeon och J.-m.Moingeon. Ophrys lepida ingår i ofryssläktet, och familjen orkidéer.
Artens utbredningsområde är Sardinien. Inga underarter finns listade i Catalogue of Life.